# Ерік Еріксон (психолог)
Е́рік Го́мбурґер Е́ріксон (нім. Erik Homburger Erikson нар. 15 червня 1902, Франкфурт-на-Майні, Німеччина — пом. 12 травня 1994, Харвідж, штат Массачусетс, США) — американсько-німецький психолог єврейського походження.
Працював у сфері психології розвитку та психоаналізу. Відомий, найперше, своєю теорією стадій психосоціального розвитку, а також як автор терміна криза ідентичності.

## Біографія
Народився у результаті позашлюбного зв'язку матері Карли Абрахамс, єврейки за походженням, з громадянином Данії (детальнішої інформації, крім прізвища, про батька Еріксона немає). Карла Абрахамс походила з відомої єврейської сім'ї, яка вела свій рід з північних німецьких земель. Її батько, Йозеф, був торговцем сухофруктами в Копенгагені, брати Ейнар, Микола, Макс і Аксель займалися благодійністю (в тому числі кухнею для незаможних іммігрантів з Росії, переважно євреїв). Її мати, Генрієта, померла коли Карлі було 15 років.
Формальна академічна освіта Еріксон тривала до 18 років, коли він закінчив класичну гімназію. У гімназії Еріксон вивчав латину, грецьку мову, античну і німецьку літературу і давню історію. Після закінчення гімназії Еріксон вирушив у подорож Європою. Як і багато молодих людей того покоління, він намагався «знайти себе». Після року мандрівок повертається і вступає до художньої школи. Вивчає живопис в Мюнхені, а потім вирушає у Флоренцію. Життя художника цілком підходило для молодої людини, яка не бажала стати розсудливою. Такий спосіб життя давав йому свободу і час для самопізнання.
Еріксон повертається додому у 25 років, маючи намір жити осіло і викладати живопис. Його запрошують до Відня, вчити дітей, батьки яких проходять курс психоаналізу. Еріксон викладав живопис, історію та інші предмети. Йому було надано можливість створити власну освітню програму. Товариство людей, які займалися психоаналізом, в 20-х було досить неофіційним. Психоаналітики, пацієнти, їхні родини та друзі збиралися разом на пікніки і світські вечірки. Під час таких зустрічей Еріксон познайомився з Анною Фрейд та іншими видатними психоаналітиками. Еріксон пройшов негласний відбір і був визнаний відповідним кандидатом для вивчення психоаналізу. У 1927 Еріксон почав проходити щоденні психоаналітичні сеанси з Анною Фрейд в будинку її батька. Еріксон сумнівався, чи зможе художник стати психоаналітиком, проте Анна Фрейд переконала його в тому, що психоаналіз знадобиться людям, що допомагають іншим бачити. Більшу частину своєї довгої і плідної кар'єри Еріксон намагався дотримуватися цього принципу — як художник, він створював витончені замальовки нових концепцій і перспектив.
Еріксон закінчив навчання психоаналізу 1933 року і став повноправним членом Віденського психоаналітичного товариства. Через поширення нацизму в Європі Еріксон, як і багато інших психоаналітиків, вирішив емігрувати до Америки. Канадсько-американське походження його дружини дозволило йому легко зробити це. Еріксони оселилися в Бостоні, де Еріксон став першим в місті дитячим психоаналітиком. Йому запропонували місце в Гарвардській Медичній школі і в престижній Центральній лікарні Массачусетсу. Крім того, він почав займатися приватною практикою і співпрацювати з Гарвардською психологічною клінікою, якою керував Генрі Мюррей. У ті роки Еріксон спілкувався з такими блискучими і впливовими мислителями, як Мюррей, антропологами Рут Бенедикт і Маргарет Мід, соціальним психологом Куртом Левіним.
У 1936 році отримав місце в Єльській Медичній школі і, працюючи там, вирушив у свою першу антропологічну експедицію в Південну Дакоту — спостерігати за дітьми індіанського племені сіу. У його роботі, присвяченій сіу, поєднуються культурна багатогранність антропологічного польового дослідження і далекоглядність першокласного клініциста. У племені сіу Еріксон виявив новий феномен. Він звернув увагу на такі психологічні симптоми, як відсутність ясного образу себе і власної особистості, зв'язане з відчуттям втрати культурної традиції. Схожі симптоми Еріксон пізніше виявить у ветеранів Другої світової війни, які перенесли важке емоційне потрясіння.
У 1939 Еріксони переїхали до Каліфорнії і прожили десять років в Сан-Франциско. Еріксон продовжив аналітичну роботу з дітьми та керував дослідницькими проєктами в Каліфорнійському університеті Берклі.
У 1950 вийшла в світ відома книга Еріксона «Дитинство і суспільство». У ній сформульовано та викладено практично всі основні еріксонівські ідеї: концепція особистості, життєвого циклу; дається порівняння різних культур і вводиться поняття псіхобіографії. Книгу «Дитинство і суспільство» перекладено на десятки мов і її використовують як підручник для студентів і аспірантів на курсі психології, в психіатричних навчальних центрах і на психологічних курсах.
У тому ж році Еріксон залишає Берклі, через те що не бажає підписувати запропоновану маккартистами присягу. Як і багато інших ліберальних вчених, Еріксон відмовився ставити свій підпис, бо вважав що відбувається полювання на комуністичних відьом і, це є свідченням параної, яка охопила суспільство. Еріксони повертаються до Массачусетса в центр Остіна Ріггса, провідний інститут навчання і дослідження психоаналізу. Там Еріксон вивчає біографію Мартіна Лютера і пише книгу «Молода людина Лютер» (1958), яка являє собою дивне поєднання психоаналізу, біографічного та історичного дослідження. Ця книга викликала великий інтерес у психоаналітиків, психологів, істориків і вчених інших соціальних дисциплін.
У 1960 Еріксон стає професором у Гарварді. Двома роками пізніше він вирушає до Індії і зустрічається там з багатьма індусами, які особисто знали Ганді і по-різному ставляться до його першому мирного протесту в Індії. Особистість Ганді, духовного і політичного революціонера, глибоко зацікавила Еріксона. Ганді вдалося трансформувати негативне індійське безсилля в ефективно діючу політичну технологію. 1969 року Еріксон опублікував роботу про Ганді.
У 1975, після відходу у відставку, Еріксон з дружиною повертається з Гарварду в Сан-Франциско. Їх останні роботи і дослідження, що тривали аж до його смерті в 1994, присвячені головним чином старості та останній стадії життєвого циклу.

## Наукові ідеї
Ерік Еріксон був послідовником Фрейда. Він зміг розширити психоаналітичну теорію і вийти за її рамки завдяки тому, що почав розглядати розвиток дитини в ширшій системі соціальних відносин. У процесі виховання дітям передаються цінності та норми суспільства. В однакових за рівнем соціально-економічного розвитку суспільствах діти набувають несхожих рис особистості через різні культурні традиції, пов'язані з основним видом занять, і прийняті стилі виховання.
На думку Еріксона, розвиток особистості за своїм змістом визначається тим, що суспільство очікує від людини, які цінності та ідеали їй пропонує, які завдання ставить перед нею на різних вікових етапах. Разом з тим, послідовність стадій розвитку дитини залежить від «біологічного начала». Дитина у процесі дозрівання проходить низку стадій. На кожній з них вона набуває певної якості (особистісне новоутворення), яке фіксується в структурі особистості та зберігається у наступні періоди життя.
До 17 років відбувається повільний, поступовий розвиток центрального утворення — ідентичності особистості. Ідентичність — психосоціальна тотожність — дозволяє особистості приймати себе у всьому багатстві своїх відносин з навколишнім світом і визначає її систему цінностей, ідеали, життєві плани, потреби, соціальні ролі з відповідними формами поведінки. Особистість розвивається завдяки включенню в різні соціальні спільноти (націю, соціальний клас, професійну групу тощо) і переживанню свого нерозривного зв'язку з ними. Ідентичність — умова психічного здоров'я: якщо вона не складеться, людина не знаходить себе, свого місця в суспільстві, виявляється «втраченою».
Важливим моментом періодизації за Еріксоном є наявність криз — «поворотних пунктів», моментів вибору між прогресом і регресом. У кожній особистісній рисі, яка з'являється у певному віці, міститься глибинне ставлення людини до світу і до самої себе. Це ставлення може бути позитивним, пов'язаним з прогресивним розвитком особистості, і негативним, що викликає негативні зрушення в розвитку, регрес. Дитині і дорослій людині доводиться вибирати одне з двох полярних ставлень — довіра чи недовіра до світу, ініціативу чи пасивність, компетентність чи неповноцінність тощо. Коли вибір зроблено і позитивна якість закріплена, протилежний полюс ставлення продовжує відкрито існувати і може виявитися значно пізніше, коли доросла людина зіткнеться з серйозними життєвими невдачами.

## Праці
- Einsicht und Verantwortung; Frankfurt a.M. (1964) 1971
- Identität und Lebenszyklus. Drei Aufsätze; Frankfurt a.M. 1966; 2. Aufl. 1973
- Der junge Mann Luther. Eine psychoanalytische und historische Studie. 1975.
- Gandhis Wahrheit. Über die Ursprünge der militanten Gewaltlosigkeit. 1978.
- Jugend und Krise; Stuttgart 1970.
- Der vollständige Lebenszyklus; Frankfurt a.M. 1988; 2. Aufl. 1992
- Childhood and Society; New York 1950; Kindheit und Gesellschaft; Zürich 1957